# Mercedes Cup 2004 - Qualificazioni singolare
Le qualificazioni del singolare  del Mercedes Cup 2004 sono state un torneo di tennis preliminare per accedere alla fase finale della manifestazione. I vincitori dell'ultimo turno sono entrati di diritto nel tabellone principale. In caso di ritiro di uno o più giocatori aventi diritto a questi sono subentrati i lucky loser, ossia i giocatori che hanno perso nell'ultimo turno ma che avevano una classifica più alta rispetto agli altri partecipanti che avevano comunque perso nel turno finale.
Le qualificazioni del torneo Mercedes Cup 2004 prevedevano 24 partecipanti di cui 6 sono entrati nel tabellone principale.

## Teste di serie
1. Juan Mónaco (primo turno)
2. Richard Gasquet (Qualificato)
3. Philipp Kohlschreiber (Qualificato)
4. Julien Jeanpierre (primo turno)
5. Franco Squillari (Qualificato)
6. Björn Phau (ultimo turno)

1. Édouard Roger-Vasselin (ultimo turno)
2. Michael Kohlmann (primo turno)
3. Julian Knowle (ultimo turno)
4. Didac Perez-Minarro (primo turno)
5. Jérôme Haehnel (Qualificato)
6. Jan Frode Andersen (primo turno)

## Qualificati
1. Hugo Armando
2. Richard Gasquet
3. Philipp Kohlschreiber

1. Jan Frode Andersen
2. Franco Squillari
3. Jérôme Haehnel

## Tabellone

### Legenda
| - Q = Qualificato - WC = Wild card - LL = Lucky loser | - ALT = Alternate - SE = Special Exempt - PR = Protected Ranking | - w/o = Walkover - r = Ritirato - d = Squalificato |

### Sezione 1
|  | Primo turno | Primo turno         | Primo turno         | Primo turno | Primo turno |  |  | Ultimo turno     | Ultimo turno     | Ultimo turno     | Ultimo turno | Ultimo turno |  |
|  |             |                     |                     |             |             |  |  |                  |                  |                  |              |              |  |
|  |             | František Čermák    | 3                   | 6           | 6           |  |  |                  |                  |                  |              |              |  |
|  | 1           | Juan Mónaco         | 6                   | 3           | 4           |  |  | František Čermák | František Čermák | František Čermák | 2            | 64           |  |
|  |             | Hugo Armando        | Hugo Armando        | 6           | 6           |  |  | Hugo Armando     | Hugo Armando     | Hugo Armando     | 6            | 7            |  |
|  | 10          | Didac Perez-Minarro | Didac Perez-Minarro | 0           | 2           |  |  |                  |                  |                  |              |              |  |

### Sezione 2
|  | Primo turno | Primo turno      | Primo turno      | Primo turno | Primo turno |  |  | Ultimo turno | Ultimo turno     | Ultimo turno | Ultimo turno | Ultimo turno |  |
|  |             |                  |                  |             |             |  |  |              |                  |              |              |              |  |
|  | 2           | Richard Gasquet  | Richard Gasquet  | 6           | 6           |  |  |              |                  |              |              |              |  |
|  |             | Francisco Costa  | Francisco Costa  | 4           | 1           |  |  | 2            | Richard Gasquet  | 6            | 4            | 6            |  |
|  |             | Michael Kohlmann | Michael Kohlmann | 6           | 6           |  |  |              | Michael Kohlmann | 2            | 6            | 3            |  |
|  | 8           | Ivo Minář        | Ivo Minář        | 4           | 4           |  |  |              |                  |              |              |              |  |

### Sezione 3
|  | Primo turno | Primo turno           | Primo turno | Primo turno | Primo turno |  |  | Ultimo turno | Ultimo turno          | Ultimo turno          | Ultimo turno | Ultimo turno |  |
|  |             |                       |             |             |             |  |  |              |                       |                       |              |              |  |
|  | 3           | Philipp Kohlschreiber | 6           | 6           | 6           |  |  |              |                       |                       |              |              |  |
|  |             | Oscar Serrano-Gamez   | 3           | 7           | 4           |  |  | 3            | Philipp Kohlschreiber | Philipp Kohlschreiber | 6            | 6            |  |
|  | 9           | Julian Knowle         | 4           | 7           | 6           |  |  | 9            | Julian Knowle         | Julian Knowle         | 4            | 4            |  |
|  |             | Julian Reister        | 6           | 65          | 4           |  |  |              |                       |                       |              |              |  |

### Sezione 4
|  | Primo turno | Primo turno        | Primo turno        | Primo turno | Primo turno |  |  | Ultimo turno       | Ultimo turno       | Ultimo turno | Ultimo turno | Ultimo turno |  |
|  |             |                    |                    |             |             |  |  |                    |                    |              |              |              |  |
|  |             | Werner Eschauer    | 6                  | 65          | 6           |  |  |                    |                    |              |              |              |  |
|  | 4           | Julien Jeanpierre  | 4                  | 7           | 3           |  |  | Werner Eschauer    | Werner Eschauer    | 1            | 6            | 1            |  |
|  |             | Jan Frode Andersen | Jan Frode Andersen | 6           | 6           |  |  | Jan Frode Andersen | Jan Frode Andersen | 6            | 4            | 6            |  |
|  | 12          | Mariano Delfino    | Mariano Delfino    | 4           | 3           |  |  |                    |                    |              |              |              |  |

### Sezione 5
|  | Primo turno | Primo turno            | Primo turno            | Primo turno | Primo turno |  |  | Ultimo turno | Ultimo turno           | Ultimo turno | Ultimo turno | Ultimo turno |  |
|  |             |                        |                        |             |             |  |  |              |                        |              |              |              |  |
|  | 5           | Franco Squillari       | Franco Squillari       | 7           | 6           |  |  |              |                        |              |              |              |  |
|  |             | Daniel Gimeno Traver   | Daniel Gimeno Traver   | 5           | 2           |  |  | 5            | Franco Squillari       | 4            | 7            | 6            |  |
|  | 7           | Édouard Roger-Vasselin | Édouard Roger-Vasselin | 6           | 6           |  |  | 7            | Édouard Roger-Vasselin | 6            | 6            | 4            |  |
|  |             | Matthias Bachinger     | Matthias Bachinger     | 2           | 1           |  |  |              |                        |              |              |              |  |

### Sezione 6
|  | Primo turno | Primo turno      | Primo turno      | Primo turno | Primo turno |  |  | Ultimo turno | Ultimo turno   | Ultimo turno   | Ultimo turno | Ultimo turno |  |
|  |             |                  |                  |             |             |  |  |              |                |                |              |              |  |
|  | 6           | Björn Phau       | Björn Phau       | 7           | 6           |  |  |              |                |                |              |              |  |
|  |             | Fernando Vicente | Fernando Vicente | 63          | 3           |  |  | 6            | Björn Phau     | Björn Phau     | 1            | 0            |  |
|  | 11          | Jérôme Haehnel   | Jérôme Haehnel   | 6           | 6           |  |  | 11           | Jérôme Haehnel | Jérôme Haehnel | 6            | 6            |  |
|  |             | Miša Zverev      | Miša Zverev      | 1           | 4           |  |  |              |                |                |              |              |  |